# باول روجرز (كاتب)
باول روجرز (بالإنجليزية: Paul Rogers)‏ هو كاتب بريطاني، ولد في 10 فبراير 1943.